# Russell teáskannája
Russell teáskannája (Russell's teapot) vagy mennyei teáskanna, egy analógia, melyet Bertrand Russell (1872-1970) filozófus alkotott azzal a szándékkal, hogy megcáfolja a vallások megkérdőjelezhetetlennek tartott állításait. 
Az 1952-es Van-e Isten című cikkében Russell a következőt mondja:
Ha azt állítanám, hogy a Föld és a Mars között egy porcelán teáskanna kering a Nap körül egy elliptikus pályán, akkor senki sem tudná megcáfolni az elméletemet, feltéve ha olyan óvatos lennék, hogy azt is hozzáfűzöm: a teáskanna túl kicsi ahhoz, hogy akár legjobb távcsöveinkkel is észlelhessük. Ha azzal folytatnám (mivel a hipotézisemet lehetetlen megcáfolni): emberi ésszel elfogadhatatlan feltételezés volna kételkedni benne – okkal gondolhatnák rólam, hogy ostobaságot beszélek. Ennek ellenére, ha ősi könyvek támasztanák alá a teáskanna létezését és minden vasárnap szent igazságként tüntetnék fel, belenevelnék a gyermekek elméjébe az iskolában, és mi vonakodnánk ezt elhinni, akkor azt különcségnek minősítenék, és egy felvilágosult világban pszichiáter figyelmébe ajánlanának minket. A középkorban az Inkvizíció elé vitték volna az ügyet.
Richard Dawkins "Az Ördög káplánja" című könyvében egy kicsit továbbfejlesztette a teáskanna-teóriát
Az ok, amiért a vallások őszinte rosszindulatot érdemelnek (a Russell teáskannájába vetett hittel ellentétben) az az, hogy a vallás erős, befolyásos, adómentes, és az emberek továbbadják a gyerekeknek, akik még túl fiatalok ahhoz, hogy megvédjék magukat. A gyerekek nincsenek arra kényszerítve, hogy serdülő éveiket a teáskannáról szóló könyvek bemagolásával töltsék. Az államilag támogatott iskolák nem közösítik ki azon gyermekeket, kiknek szülei jobban kedvelik a helytelen teáskanna-felfogást. A teáskanna-hívők nem kövezik halálra a teáskanna-hitetleneket, a teáskanna-hitehagyottakat, a teáskanna-eretnekeket és a teáskanna-káromlókat. Az anyák nem tagadják ki fiaikat, mert olyan nőt vesznek feleségül, akinek a szülei nem egy, hanem több teáskannában hisznek. Az emberek, akik először a tejet teszik bele (a kannába), nem nyomorítják meg azon emberek térdét, akik a teát teszik előbb bele.
Russell teáskannája gyakori szereplője a vallásparódiáknak, mint például a Láthatatlan Rózsaszín Egyszarvú vagy a Repülő Spagettiszörny.